# Közép-afrikai Császárság

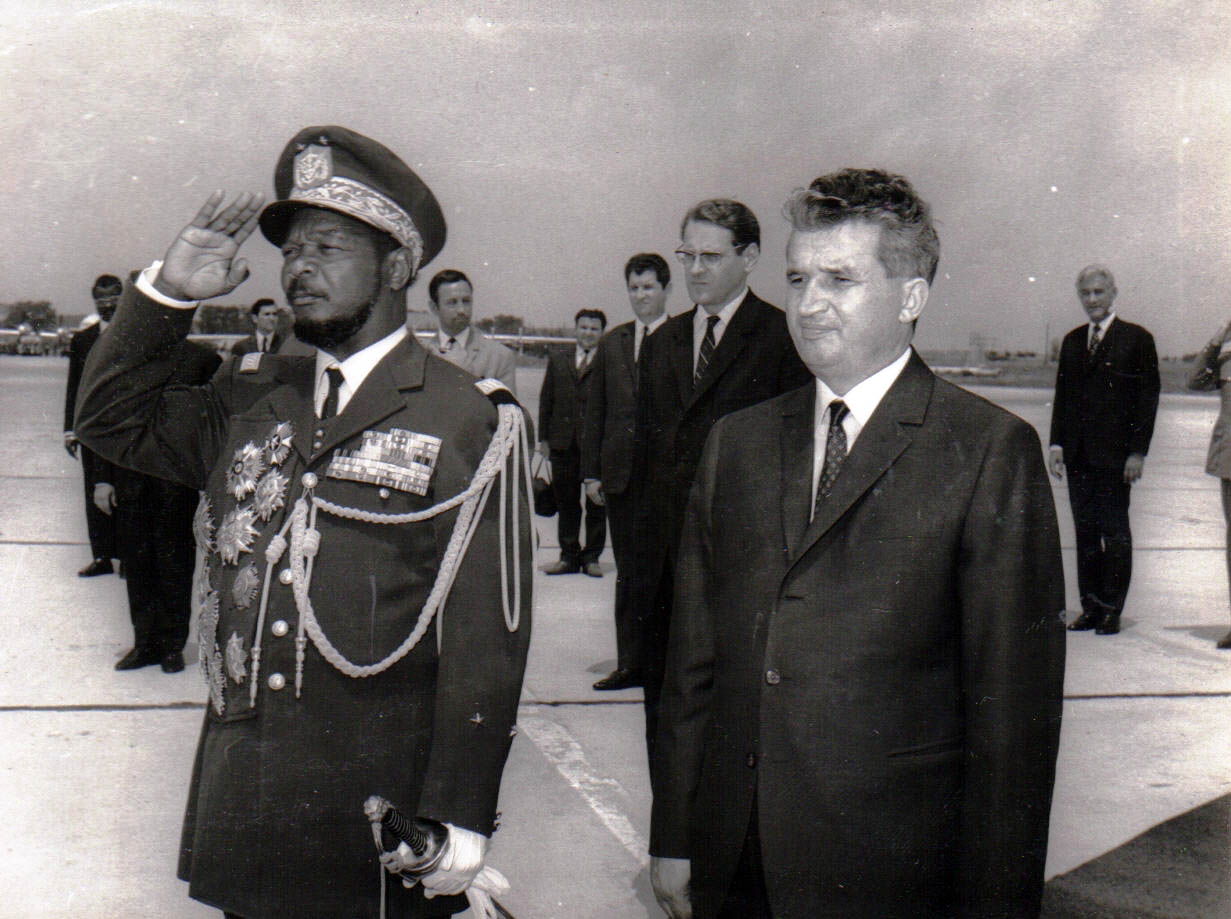
Bokassa császár és Nicolae Ceaușescu

A Közép-afrikai Császárság egy rövid életű államalakulat volt Afrikában 1976. december 4. és 1979. szeptember 21. között. 

## Története
A Közép-afrikai Köztársaság „örökös” elnöke, Jean-Bédel Bokassa, a francia hadsereg korábbi századosa, önkényesen megváltoztatva az alkotmányt és az államformát, egy új császárságot hozott létre, saját magát pedig soha nem látott külsőségek mellett ennek császárává koronáztatta.
Bokassa nagy kedvence volt I. Napóleon francia császár és hadvezér, ezért számos dologban őt imitálta, sőt nagyhatalmi ábrándjai voltak. Vágyai annyira nélkülözték a realitást, hogy az ország a teljes gazdasági csődbe zuhant a ceremóniát követően, amelynek költsége horribilis volt, mintegy húszmillió dollár. A „birodalmat” és Bokassa császár egyeduralmát 1979-ben francia katonai segítséggel sikerült megdönteni, majd szeptember 21-én visszaállították a köztársaságot.